# Südweststadion
Het Südweststadion is een voetbalstadion in de Duitse stad Ludwigshafen am Rhein, dat tegenwoordig plaats biedt aan 6.100 toeschouwers. Het stadion in haar huidige vorm is van 1946 tot en met 1950 gebouwd. Het Südweststadion werd op 11 november 1950 geopend met een selectiewedstrijd tussen de Duitse Süd regio en de Duitse Südwestregio, om daarmee tot een definitieve West-Duitse selectie te komen

## Geschiedenis stadion
In 1937 werd een begin gemaakt aan het Adolf Hitler Stadion in Ludwigshafen. Het stadion zou een multifunctioneel karakter krijgen, plaats bieden aan 14.000 toeschouwers en zou ook dienstdoen om toespraken van Adolf Hitler te faciliteren. Door zware bombardementen werd het stadion gedurende de Tweede Wereldoorlog zwaar beschadigd en daardoor onbruikbaar.
Na de Tweede Wereldoorlog besloten de Amerikanen om een nieuw stadion voor de omgeving Ludwigshafen en Mannheim in het algeheel herstelplan van West-Duitsland op te nemen. Op de plaats van het oude Adolf Hitler Stadion zou een nieuw, multifunctioneel, complex gebouwd worden. In 1946 werd een begin gemaakt aan het huidige stadion, dat op 11 november 1950 opgeleverd werd. In de jaren nadien was het stadion gastheer voor enkele grote voetbalwedstrijden, waaronder diverse interlands, twee bekerfinales en diverse thuiswedstrijden van 1. FC Kaiserslautern. Ondanks dat het stadion in de jaren ’50 en ’60 als een van de modernste stadions in West-Duitsland werd beschouwd, heeft het stadion nooit langdurig als thuisbasis voor een ‘grote’ Duitse club. In de periode 1983 tot en met 1989 was het stadion wel thuisbasis voor SV Waldhof Mannheim, dat haar 1. Bundesliga thuiswedstrijden in het stadion speelde. Vanaf de jaren ’90 raakte het stadion ernstig in verval. Het complex werd in 2007 nog gerestaureerd. Een groot deel van de staantribunes werd echter onveilig verklaard en buiten gebruik gesteld. De capaciteit werd teruggebracht tot 6.100 plaatsen.

## Vaste bespelers stadion

### FC Arminia 03
De voetbalclub FC Arminia 03 Ludwigshafen speelde van 1952 tot en met 1979 haar meeste thuiswedstrijden in het stadion. Doordat de club de huur niet meer kon voldoen, verliet de club het stadion. Vanaf 2011 gebruikt de club het stadion zeer incidenteel.

### SV Waldhof Mannheim
Tussen 1983 en 1989 speelde SV Waldhof Mannheim in het stadion, omdat het eigen stadion niet aan de strenge veiligheidseisen van de Bundesliga voldeed. De club uit Mannheim speelde 102 wedstrijden in het stadion en verhuisde na de degradatie in 1989 terug naar haar oude thuisbasis.

### FSV Oggersheim
In 2005 betrok FSV Oggersheim het stadion. Na de promotie van FSV Oggersheim naar de Regionalliga in 2007 werd het stadion gedeeltelijk gerenoveerd en gemoderniseerd. De stad Ludwigshafen stelde 1,5 miljoen ter beschikking om het stadion te moderniseren. Er werd een apart uitvak aangelegd en de eretribune werd gemoderniseerd. Een groot deel van de staantribunes werd echter onveilig verklaard en buiten gebruik gesteld.  FSV Oggersheim verliet het stadion in 2009.

### 1. FC Kaiserslautern
Vanaf de bouw van het stadion, heeft 1. FC Kaiserslautern diverse wedstrijden in het stadion gespeeld. Door de grote capaciteit van het stadion speelde de club in de jaren ’50 en ‘60 ook diverse eindrondewedstrijden in dit stadion. In 1978/79 speelde Kaiserslautern opnieuw twee wedstrijden in het stadion toen het eigen stadion verbouwd werd

## Belangrijke wedstrijden

### Finale Landskampioenschap
In 1952 vond in het stadion de eerste finalewedstrijd van het West-Duitse landskampioenschap voetbal plaats.
- 22 juni 1952: VfB Stuttgart - 1. FC Saarbrücken 3:2

### Bekerfinale
In het stadion vonden twee finales van de DFB Pokal plaats:
- 17 april 1954: VfB Stuttgart - 1. FC Köln 1:0 n.v.
- 9 juni 1968: 1. FC Köln - VfL Bochum 4:1

### Interlands
Het West-Duitse elftal speelde van 1952 tot en met 1966 vier vriendschappelijke voetbalinterlands in het stadion.
| №  | Datum            | Wedstrijd                          | Uitslag | Toeschouwers |
| -- | ---------------- | ---------------------------------- | ------- | ------------ |
| 1. | 21 december 1952 | West-Duitsland - Joegoslavië       | 3-2     | 70.000       |
| 2. | 27 april 1960    | West-Duitsland - Portugal          | 2-1     | 41.383       |
| 3. | 29 april 1964    | West-Duitsland - Tsjecho-Slowakije | 3-4     | 41.383       |
| 4. | 1 juni 1966      | West-Duitsland - Roemenië          | 1-0     | 41.383       |